# Comuna Pljevlja
Comuna Pljevlja (în muntenegreană Opština Pljevlja; chirilic: Општина Пљевља) este o unitate administrativă de ordinul întâi din Muntenegru. Reședința sa este orașul Pljevlja.
Comuna Pljevlja se învecinează cu comuna Žabljak, comuna Bijelo Polje și comuna Mojkovac din Muntenegru, dar și cu republicile Serbia și Bosnia și Herțegovina. Cu o suprafață de 1346 km2, aceasta este a treia cea mai mare comună din Muntenegru.

## Localități
- Alići
- Beljkovići
- Bjeloševina, Pljevlja
- Bobovo, Pljevlja
- Boljanići
- Borišići
- Borova, Pljevlja
- Borovica
- Boščinovići
- Brda, Pljevlja
- Bujaci
- Bušnje
- Cerovci
- Crljenice
- Crni Vrh, Pljevlja
- Crno Brdo
- Crnobori
- Donja Brvenica
- Dragaši
- Dubac, Pljevlja
- Dubočica, Pljevlja
- Dubrava, Pljevlja
- Durutovići
- Dužice, Pljevlja
- Geuši
- Glibaći
- Glisnica
- Gornja Brvenica
- Gornje Selo, Pljevlja
- Gotovuša
- Gradac, Pljevlja
- Gradina, Pljevlja
- Grevo
- Horevina
- Hoćevina
- Jabuka, Pljevlja
- Jagodni Do
- Jahovići
- Jasen, Pljevlja
- Jugovo
- Kakmuži
- Kalušići
- Katun, Pljevlja
- Klakorina
- Kolijevka, Pljevlja
- Komine
- Kordovina
- Kosanica
- Kotlajići
- Kotline
- Kotorac
- Kovačevići, Pljevlja
- Kovači, Pljevlja
- Kozica, Pljevlja
- Košare
- Krupice
- Kruševo, Pljevlja
- Krćevina
- Kržava, Pljevlja
- Kukavica, Pljevlja
- Lađana
- Leovo Brdo
- Lever Tara
- Lijeska, Pljevlja
- Ljutići, Pljevlja
- Ljuće
- Lugovi, Pljevlja
- Male Krće
- Maoče
- Mataruge, Pljevlja
- Meljak, Pljevlja
- Metaljka, Pljevlja
- Mijakovići
- Milakovići, Pljevlja
- Milunići
- Mironići
- Moraice
- Moćevići
- Mrzovići
- Mrčevo, Pljevlja
- Mrčići, Pljevlja
- Nange
- Obarde
- Odžak
- Ograđenica
- Orlja, Pljevlja
- Otilovići
- Pauče
- Petine
- Pižure
- Plakala
- Planjsko, Pljevlja
- Pliješ
- Pliješevina
- Pljevlja
- Poblaće
- Podborova
- Popov Do, Pljevlja
- Potkovač
- Potkrajci, Pljevlja
- Potoci, Pljevlja
- Potpeće, Pljevlja
- Potrlica
- Pračica
- Prehari
- Premćani
- Prisoji
- Prošće
- Pušanjski Do
- Rabitlje
- Rađevići, Pljevlja
- Romac
- Rudnica, Pljevlja
- Rujevica, Pljevlja
- Selac
- Selišta, Pljevlja
- Sirčići
- Slatina, Pljevlja
- Srećanje
- Stančani
- Strahov Do
- Tatarovina
- Trnovice
- Tvrdakovići
- Uremovići
- Varine
- Vaškovo
- Velike Krće
- Vidre
- Vijenac
- Vilići
- Višnjica, Pljevlja
- Vodno
- Vojtina
- Vrba, Pljevlja
- Vrbica, Pljevlja
- Vrulja, Pljevlja
- Zabrđe, Pljevlja
- Zaselje, Pljevlja
- Zbljevo
- Zekavice
- Zenica, Pljevlja
- Zorlovići
- Čardak, Pljevlja
- Čavanj
- Čerjenci
- Čestin, Pljevlja
- Đuli
- Đurđevića Tara
- Šljivansko, Pljevlja
- Šljuke
- Šula
- Šumani
- Židovići